# 鬬巢
鬬巢（？—？），芈姓，鬬氏，名巢，中国春秋时期楚国大臣，蔓成然之子。 
蔓成然有德于楚平王，不知节制。与养氏勾结，贪得无厌。楚平王担心。前528年九月初三甲午，楚平王杀鬬成然，灭养氏之族。使其子鬬辛住在郧地，表示不忘鬭氏旧勋。前506年，吴国柏举之战大破楚国，鬬辛就和他的弟弟鬬巢护卫着楚昭王逃亡到随国。次年，楚国复国，楚昭王赏赐鬬辛、王孙由于、王孙圉、钟建、鬬巢、申包胥、王孙贾、宋木、鬬怀。